# ASB Classic 2017 - Qualificazioni singolare femminile
Le qualificazioni del singolare femminile dell'ASB Classic 2017 sono state un torneo di tennis preliminare per accedere alla fase finale della manifestazione. Le vincitrici dell'ultimo turno sono entrate di diritto nel tabellone principale. In caso di ritiro di una o più giocatrici aventi diritto a queste sono subentrate le lucky loser, ossia le giocatrici che hanno perso nell'ultimo turno ma che avevano una classifica più alta rispetto alle altre partecipanti che avevano comunque perso nel turno finale.

## Teste di serie
1. Nao Hibino (ultimo turno)
2. Magda Linette (primo turno)
3. Mandy Minella (secondo turno)
4. Tatjana Maria (primo turno)

1. Sílvia Soler Espinosa (secondo turno)
2. Taylor Townsend (ultimo turno)
3. Elizaveta Kuličkova (secondo turno)
4. Dalila Jakupovič (ultimo turno)

## Qualificate
1. Arina Rodionova
2. Mona Barthel

1. Barbora Štefková
2. Jamie Loeb

## Tabellone qualificazioni

### Legenda
| - Q = Qualificato - WC = Wild card - LL = Lucky loser | - ALT = Alternate - SE = Special Exempt - PR = Protected Ranking | - w/o = Walkover - r = Ritirato - d = Squalificato |

### Sezione 1
|  | Primo turno     | Primo turno         | Primo turno         | Primo turno | Primo turno |  |  | Secondo turno | Secondo turno       | Secondo turno | Secondo turno   | Secondo turno |    |   | Ultimo turno | Ultimo turno | Ultimo turno | Ultimo turno | Ultimo turno |  |
|  |                 |                     |                     |             |             |  |  |               |                     |               |                 |               |    |   |              |              |              |              |              |  |
|  | 1               | Nao Hibino          | Nao Hibino          | 6           | 6           |  |  |               |                     |               |                 |               |    |   |              |              |              |              |              |  |
|  |                 | Makoto Ninomiya     | Makoto Ninomiya     | 2           | 2           |  |  | 1             | Nao Hibino          | 64            | 6               | 6             |    |   |              |              |              |              |              |  |
|  | Jacqueline Cako | Jacqueline Cako     | Jacqueline Cako     | 0           | 4           |  |  |               | İpek Soylu          | 7             | 4               | 1             |    |   |              |              |              |              |              |  |
|  | İpek Soylu      | İpek Soylu          | İpek Soylu          | 6           | 6           |  |  |               |                     |               |                 |               |    |   | 1            | Nao Hibino   | 3            | 7            | 4            |  |
|  | WC              | Paige Mary Hourigan | Paige Mary Hourigan | 2           | 2           |  |  |               |                     |               | Arina Rodionova | 6             | 63 | 6 |              |              |              |              |              |  |
|  |                 | Arina Rodionova     | Arina Rodionova     | 6           | 6           |  |  |               | Arina Rodionova     | 7             | 4               | 6             |    |   |              |              |              |              |              |  |
|  |                 | Miyu Katō           | Miyu Katō           | 1           | 2           |  |  | 7             | Elizaveta Kuličkova | 64            | 6               | 2             |    |   |              |              |              |              |              |  |
|  | 7               | Elizaveta Kuličkova | Elizaveta Kuličkova | 6           | 6           |  |  |               |                     |               |                 |               |    |   |              |              |              |              |              |  |

### Sezione 2
|  | Primo turno      | Primo turno      | Primo turno | Primo turno | Primo turno |  |  | Secondo turno | Secondo turno    | Secondo turno    | Secondo turno    | Secondo turno    |   |   | Ultimo turno | Ultimo turno | Ultimo turno | Ultimo turno | Ultimo turno |  |
|  |                  |                  |             |             |             |  |  |               |                  |                  |                  |                  |   |   |              |              |              |              |              |  |
|  | 2                | Magda Linette    | 2           | 6           | 4           |  |  |               |                  |                  |                  |                  |   |   |              |              |              |              |              |  |
|  |                  | Mona Barthel     | 6           | 4           | 6           |  |  |               | Mona Barthel     | Mona Barthel     | 6                | 6                |   |   |              |              |              |              |              |  |
|  | WC               | Joanna Carswell  | 6           | 4           | 6           |  |  | WC            | Joanna Carswell  | Joanna Carswell  | 1                | 1                |   |   |              |              |              |              |              |  |
|  | WC               | Claudia Williams | 3           | 6           | 2           |  |  |               |                  |                  |                  |                  |   |   |              | Mona Barthel | Mona Barthel | 6            | 6            |  |
|  | Shūko Aoyama     | Shūko Aoyama     | 5           | 6           | 6           |  |  |               |                  | 8                | Dalila Jakupovič | Dalila Jakupovič | 2 | 1 |              |              |              |              |              |  |
|  | Virginie Razzano | Virginie Razzano | 7           | 3           | 0           |  |  |               | Shūko Aoyama     | Shūko Aoyama     | 4                | 2                |   |   |              |              |              |              |              |  |
|  | WC               | Erin Routliffe   | 3           | 7           | 3           |  |  | 8             | Dalila Jakupovič | Dalila Jakupovič | 6                | 6                |   |   |              |              |              |              |              |  |
|  | 8                | Dalila Jakupovič | 6           | 64          | 6           |  |  |               |                  |                  |                  |                  |   |   |              |              |              |              |              |  |

### Sezione 3
|  | Primo turno              | Primo turno              | Primo turno              | Primo turno | Primo turno |  |  | Secondo turno | Secondo turno         | Secondo turno     | Secondo turno     | Secondo turno     |   |   | Ultimo turno     | Ultimo turno     | Ultimo turno     | Ultimo turno | Ultimo turno |  |
|  |                          |                          |                          |             |             |  |  |               |                       |                   |                   |                   |   |   |                  |                  |                  |              |              |  |
|  | 3                        | Mandy Minella            | 6                        | 1           |             |  |  |               |                       |                   |                   |                   |   |   |                  |                  |                  |              |              |  |
|  |                          | Françoise Abanda         | 4                        | 0           | r           |  |  | 3             | Mandy Minella         | 3                 | 6                 | 3                 |   |   |                  |                  |                  |              |              |  |
|  | Barbora Štefková         | Barbora Štefková         | Barbora Štefková         | 6           | 6           |  |  |               | Barbora Štefková      | 6                 | 3                 | 6                 |   |   |                  |                  |                  |              |              |  |
|  | Paula Cristina Gonçalves | Paula Cristina Gonçalves | Paula Cristina Gonçalves | 1           | 3           |  |  |               |                       |                   |                   |                   |   |   | Barbora Štefková | Barbora Štefková | Barbora Štefková | 6            | 6            |  |
|  | Tereza Martincová        | Tereza Martincová        | 6                        | 5           | 7           |  |  |               |                       | Tereza Martincová | Tereza Martincová | Tereza Martincová | 1 | 3 |                  |                  |                  |              |              |  |
|  | Laura Robson             | Laura Robson             | 3                        | 7           | 68          |  |  |               | Tereza Martincová     | 2                 | 6                 | 6                 |   |   |                  |                  |                  |              |              |  |
|  |                          | Catalina Pella           | Catalina Pella           | 3           | 4           |  |  | 5             | Sílvia Soler Espinosa | 6                 | 1                 | 2                 |   |   |                  |                  |                  |              |              |  |
|  | 5                        | Sílvia Soler Espinosa    | Sílvia Soler Espinosa    | 6           | 6           |  |  |               |                       |                   |                   |                   |   |   |                  |                  |                  |              |              |  |

### Sezione 4
|  | Primo turno   | Primo turno        | Primo turno        | Primo turno | Primo turno |  |  | Secondo turno | Secondo turno   | Secondo turno | Secondo turno   | Secondo turno   |    |   | Ultimo turno | Ultimo turno | Ultimo turno | Ultimo turno | Ultimo turno |  |
|  |               |                    |                    |             |             |  |  |               |                 |               |                 |                 |    |   |              |              |              |              |              |  |
|  | 4             | Tatjana Maria      | Tatjana Maria      | 4           | 5           |  |  |               |                 |               |                 |                 |    |   |              |              |              |              |              |  |
|  |               | Jamie Loeb         | Jamie Loeb         | 6           | 7           |  |  | Jamie Loeb    | Jamie Loeb      | Jamie Loeb    | 6               | 6               |    |   |              |              |              |              |              |  |
|  | Julia Glushko | Julia Glushko      | Julia Glushko      | 2           | 1           |  |  | Yang Zhaoxuan | Yang Zhaoxuan   | Yang Zhaoxuan | 2               | 2               |    |   |              |              |              |              |              |  |
|  | Yang Zhaoxuan | Yang Zhaoxuan      | Yang Zhaoxuan      | 6           | 6           |  |  |               |                 |               |                 |                 |    |   |              | Jamie Loeb   | Jamie Loeb   | 7            | 6            |  |
|  | Dalma Gálfi   | Dalma Gálfi        | 4                  | 6           | 4           |  |  |               |                 | 6             | Taylor Townsend | Taylor Townsend | 63 | 1 |              |              |              |              |              |  |
|  | Anna Blinkova | Anna Blinkova      | 6                  | 1           | 6           |  |  |               | Anna Blinkova   | 2             | 6               | 3               |    |   |              |              |              |              |              |  |
|  |               | Gabriela Dabrowski | Gabriela Dabrowski | 65          | 65          |  |  | 6             | Taylor Townsend | 6             | 4               | 6               |    |   |              |              |              |              |              |  |
|  | 6             | Taylor Townsend    | Taylor Townsend    | 7           | 7           |  |  |               |                 |               |                 |                 |    |   |              |              |              |              |              |  |